# Парламентские выборы в Финляндии (1954)
Парламентские выборы в Финляндии 1954 года (фин. Eduskuntavaalit 1954, швед. Riksdagsvalet i Finland 1954) — выборы в 200-местную Эдускунту Финляндии прошли 7-8 марта.
В результате создания поствыборной коалиции социал-демократов с аграриями они получили парламентское большинство в 107 мест из 200 и Урхо Кекконен в октябре 1954 года стал премьер-министром в пятый раз.

## Результаты выборов
| Партия                                  | Голосов | %     | Мест | +/-   |
| --------------------------------------- | ------- | ----- | ---- | ----- |
| Социал-демократическая партия Финляндии | 527 094 | 26,25 | 54   | + 1 ▲ |
| Аграрный союз                           | 483 958 | 24,10 | 53   | + 1 ▲ |
| Демократический союз народа Финляндии   | 433 251 | 21,57 | 43   | 0 ▬   |
| Национальная коалиция                   | 257 025 | 12,80 | 24   | - 4 ▼ |
| Либеральная партия/Народная партия      | 158 323 | 7,88  | 13   | + 3 ▲ |
| Шведская народная партия                | 135 768 | 6,76  | 12   | - 2 ▼ |
| Представитель Аландов                   | 4 651   | 0,23  | 1    | 0 ▬   |